# Mi (バンド)
Mi（エム・アイ）は、日本の3人組ガールズバンド。コロムビアミュージックエンタテインメント（現・日本コロムビア）、ダブルウィング所属。

## 概要
2003年春に、「21世紀を代表する女性ボーカルのバンドを作り出すこと」「日本中から最もきれいな声を探しだす」というテーマでプロジェクトが結成され出来たグループである。 グループ名の由来は「I LOVE MUSIC」という一文の“I”と“M”をとって、それを逆にしたことからである（ボーカルのMaikaの略という説も有る）。
2005年2月2日に、『未来の地図』でデビューした。2006年2月から12ヶ月連続音楽配信と銘打って過去のアーティストのカバー曲をネット配信する。
2007年2月4日には、初のファンクラブイベントI LOVE Music♪〜パンニハムハサムニダ開催。
2007年12月にYuriの脱退に伴い活動を休止。

## メンバー
| 名前  | 本名       | パート                             | 生年月日               | 出身地   | 血液型 |
| ----- | ---------- | ---------------------------------- | ---------------------- | -------- | ------ |
| Maika | 伊藤舞華   | ボーカル、コーラス、作詞           | 1988年8月25日（36歳）  | 東京都   | O型    |
| Aya   | 清水綾     | キーボード、ピアノ、コーラス、作詞 | 1986年3月15日（38歳）  | 東京都   | A型    |
| Yuri  | 伊達友梨子 | ベース、コーラス、作詞             | 1983年12月23日（41歳） | 神奈川県 | O型    |

## 作品

### シングル
|     | 発売日         | タイトル               | 規格 | 規格品番                            | オリコン | 初収録アルバム                       |
| --- | -------------- | ---------------------- | ---- | ----------------------------------- | -------- | ------------------------------------ |
| 1st | 2005年2月2日   | 未来の地図             | CD   | COCA-3001（初回生産限定パッケージ） | 3位      | M★1                                  |
| 1st | 2005年2月2日   | 未来の地図             | CD   | COCA-3002（通常盤）                 | 3位      | M★1                                  |
| 2nd | 2005年6月22日  | オレンジ色のココロ     | CD   | COCA-3003（初回完全限定盤）         | 65位     | M★1                                  |
| 2nd | 2005年6月22日  | オレンジ色のココロ     | CD   | COCA-3004（通常盤）                 | 65位     | M★1                                  |
| 3rd | 2005年9月14日  | サンセット             | CD   | COCA-3005（初回限定盤）             | 27位     | M★1                                  |
| 3rd | 2005年9月14日  | サンセット             | CD   | COCA-3006（通常盤）                 | 27位     | M★1                                  |
| 4th | 2006年4月19日  | Give Me Up             | CD   | COCA-3007（初回盤）                 | 29位     | 80's×Mi                              |
| 4th | 2006年4月19日  | Give Me Up             | CD   | COCA-3008（通常盤）                 | 29位     | 80's×Mi                              |
| 5th | 2006年8月23日  | それぞれの夢/君だけを… | CD   | COCA-3010                           | 49位     | LOVE PARTY                           |
| 6th | 2007年1月24日  | WORLD'S LOVE           | CD   | COCA-3011                           | 49位     | LOVE PARTY                           |
| 7th | 2007年4月11日  | BLUE☆STAR              | CD   | COCA-3012                           | 143位    | LOVE PARTY                           |
| 8th | 2007年12月19日 | Still…                 | CD   | COCA-3013                           | 200位    | I Love Music♪ 〜Mi Best Collection〜 |

### オリジナルアルバム
|     | 発売日         | タイトル   | 規格 | 規格品番                    | オリコン |
| --- | -------------- | ---------- | ---- | --------------------------- | -------- |
| 1st | 2005年10月19日 | M★1        | CD   | COCP-3201（初回完全限定盤） | 30位     |
| 1st | 2005年10月19日 | M★1        | CD   | COCP-3202（通常盤）         | 30位     |
| 2nd | 2007年6月6日   | LOVE PARTY | CD   | COCP-3204                   | 210位    |

### コンピレーションアルバム
|     | 発売日        | タイトル | 規格 | 規格品番  | オリコン |
| --- | ------------- | -------- | ---- | --------- | -------- |
| 1st | 2006年6月21日 | 80's×Mi  | CD   | COCP-3203 | 89位     |

### ベストアルバム
|     | 発売日        | タイトル                             | 規格    | 規格品番                        | オリコン |
| --- | ------------- | ------------------------------------ | ------- | ------------------------------- | -------- |
| 1st | 2008年6月25日 | I Love Music♪ 〜Mi Best Collection〜 | 2CD+DVD | COZA-3205〜07（完全生産限定盤） | 圏外     |

### 映像作品
|     | 発売日        | タイトル        | 規格 | 規格品番  | オリコン |
| --- | ------------- | --------------- | ---- | --------- | -------- |
| 1st | 2007年3月21日 | We Love Music♪  | DVD  | COBA-3301 | 圏外     |
| 2nd | 2008年6月25日 | We Love Music Ⅱ | DVD  | COBA-3302 | 圏外     |

## 賞
- 日本ゴールドディスク大賞　部門賞（2006年）

## 学園祭出演
- 2005年9月20日に愛知県の私立中高一貫校滝中学校・高等学校で初の学園祭ライブを実現している。その他各地の高校や大学の学園祭にライブを行なっている。
- 2007年2月21日に埼玉県の私立東京成徳大学深谷高等学校でライブを行なっている。

## テレビ番組
- 24時間テレビ 愛は地球を救う28（2005年）
  - 8月27日、日本テレビ系列の中京テレビ（愛知県）24時間テレビの久屋大通りもちの木広場特設会場にて13:50にMiが登場。未来の地図、オレンジ色のココロ、そしてサンセットを歌い上げた。『サンセット』の曲紹介時にMaikaからこの曲がこの放送局制作サルヂエと女優魂の2005年9月期のテーマ曲になる事が発表された。
  - 8月28日、同じく日本テレビ系列の西日本放送（香川県）主催でレオマフェスティバルパーク特設ステージに登場。MiスペシャルLIVEやMiチャリティーオークションなどに参加した。
- 24時間テレビ 愛は地球を救う29（2006年）
  - 前年に引き続き8月26日、日本テレビ系列の中京テレビに久屋大通りもちの木広場特設会場にて19:15（実際のタイムスケジュールは19:40）にMiが登場。未来の地図・それぞれの夢・君だけを･･･を歌った。
  - サプライズゲストとして同じ事務所の川嶋あいが登場。『大切な約束』（2006年10月11日発売）を歌った。
- 熱血テレビ（生出演）
- ポップジャム（2005年9月2日深夜放送）
- ザ!世界仰天ニュース（2006年10月18日）（Maikaのみ出演）
- 筑紫哲也 NEWS23（金曜深夜便）（2007年11月16日）（Mi活動休止までの道のりをドキュメント）

## ラジオ番組
- 2005年10月以前
  - Mi3（Yuriのみ出演）（AIR-G' 2005年2月 - 4月24日）
- 2005年10月から。
  - Mi 未来の地図（AMラジオ9局ネット。山形放送、信越放送、北陸放送、岐阜ラジオ、ラジオ関西、四国放送、山口放送、高知放送、南日本放送）
- 2006年2月から
  - 下北FMゲスト出演

## その他
- ハンゲーム内のゲーム「歌謡タイピング劇場」にて彼女らの楽曲（BLUE☆STAR、LOVE KEY、LOVE PARTY、カメレオン）が使用されていた。Yuriの脱退により、これらの楽曲は2008年1月にサービスを終了している。